# Maniowy
Maniowy ist eine Ortschaft mit einem Schulzenamt der Gemeinde Czorsztyn im Powiat Nowotarski der Woiwodschaft Kleinpolen in Polen.

## Geographie
Der Ort liegt am nördlichen Ufer des Czorsztyn-Stausees (ursprünglich lag der Ort am Dunajec) an den Südhängen der Gorce in der Region Podhale an der Woiwodschaftsstraße 969 von Nowy Targ nach Nowy Sącz.

## Geschichte
Der Ort wurde im Jahr 1351 als de Nigro erstmals erwähnt, danach als Manowe (1355), Swarcz (1409), Maniów (1414), Manyowa (1422), Mnyow (1527), Mianiovy (1529), Maniowy, Manow (1551), Czarna Maniowa (1551), Maniowi Wysze (1563), Maniowicze, Maniów (1581). Zunächst wurde das Dorf nach dem Lokator Hynek, Spitzname Czarny (lat. Niger=„der Schwarze“) benannt: Nigrum, Swarcz, Czarne (lat., dt. bzw. poln.: „Schwarzes [Dorf]“). Hynek de Niger begründete zuerst das Dorf Kluszkowce im Jahr 1320, dann folgte wahrscheinlich in den Jahren 1324 bis 1349 die Gründung von Maniowy nach deutschem Recht auf 38 fränkischen Hufen. Danach änderte sich der Name besitzanzeigend (-owe, -owa, ów, -owy, einmalig patronymisch -owice) abgeleitet vom Personennamen Mań.
Das Dorf gehörte zunächst zum Königreich Polen (ab 1569 Adelsrepublik Polen-Litauen), Woiwodschaft Krakau, Kreis Sącz. Bei der Ersten Teilung Polens kam es 1772 zum neuen Königreich Galizien und Lodomerien des habsburgischen Kaiserreichs (ab 1804). Ab dem Jahr 1855 gehörte es zum Bezirk Nowy Targ.
1918, nach dem Ende des Ersten Weltkriegs und dem Zusammenbruch der k.u.k. Monarchie, kam das Dorf zu Polen. Unterbrochen wurde dies nur durch die Besetzung Polens durch die Wehrmacht im Zweiten Weltkrieg. Von 1975 bis 1998 gehörte Maniowy zur Woiwodschaft Nowy Sącz.
Vor Errichtung des Stausees wurden die Einwohner in den heutigen Ort umgesiedelt. Der neue Ort entstand auf dem Reißbrett. Das ursprüngliche Dorf befindet sich heute auf dem Grund des Stausees.

## Tourismus
Seit der Errichtung des Stausees spielt der Tourismus eine immer wichtigere Rolle. Die touristische Infrastruktur ist gut ausgebaut. Einige alte Gebäude, wie die barocke Holzkirche des Heiligen Sebastian, wurden in den neuen Ort verlegt. Die neue moderne Kirche ist dem heiligen Nikolaus geweiht.

### Wassersport
Der Ort hat Zugang zum Badesee. Es gibt eine Bootsanlegestelle. Es gibt die Möglichkeit, Segelboote und Kajaks zu mieten.

### Wintersport
Im Ort ist eine Fabrik, die Schneekanonen herstellt, ansässig. Es gibt mehrere kleine Liftanlagen.

## Galerie

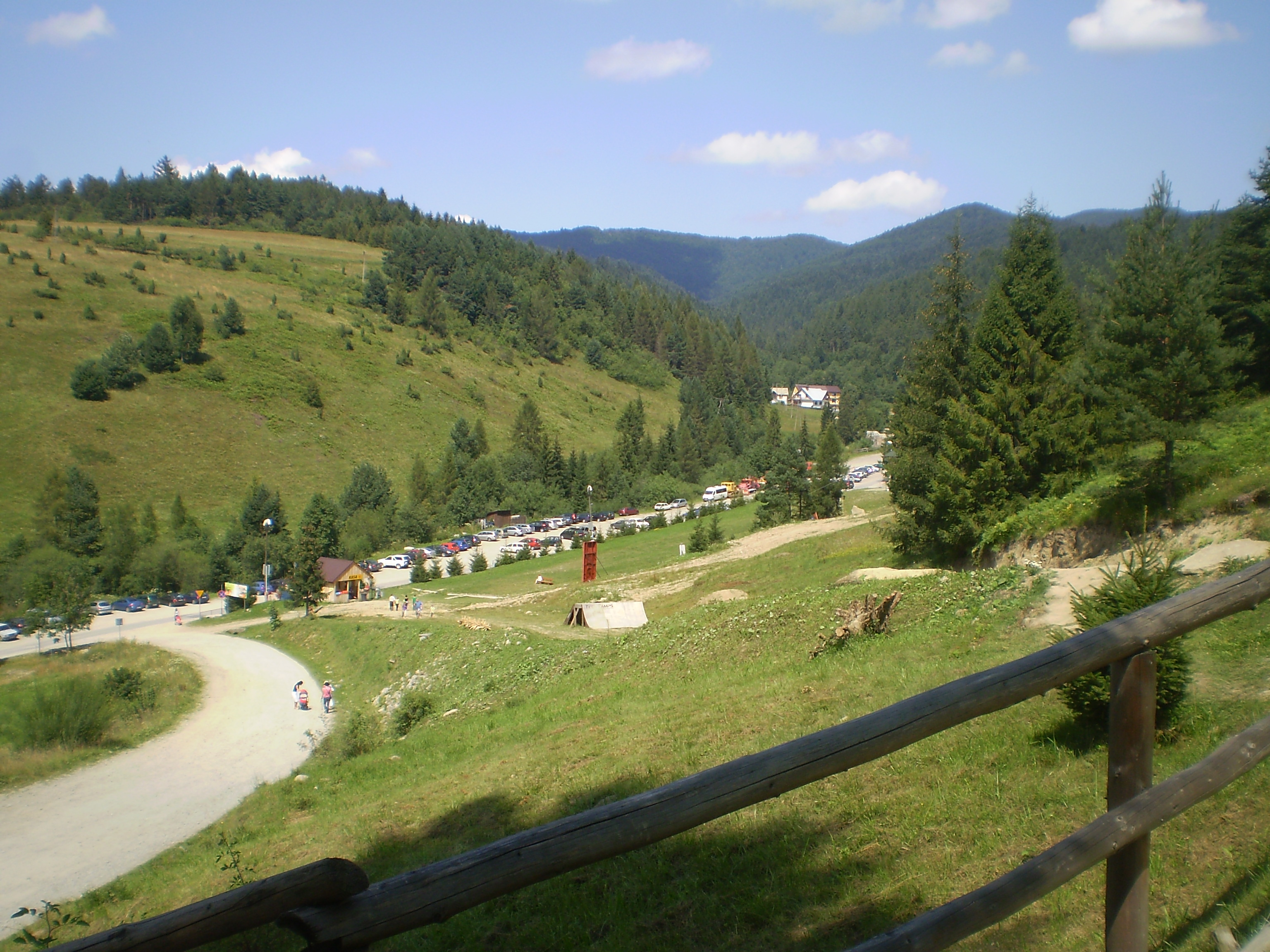
Zugang zu den Gorce
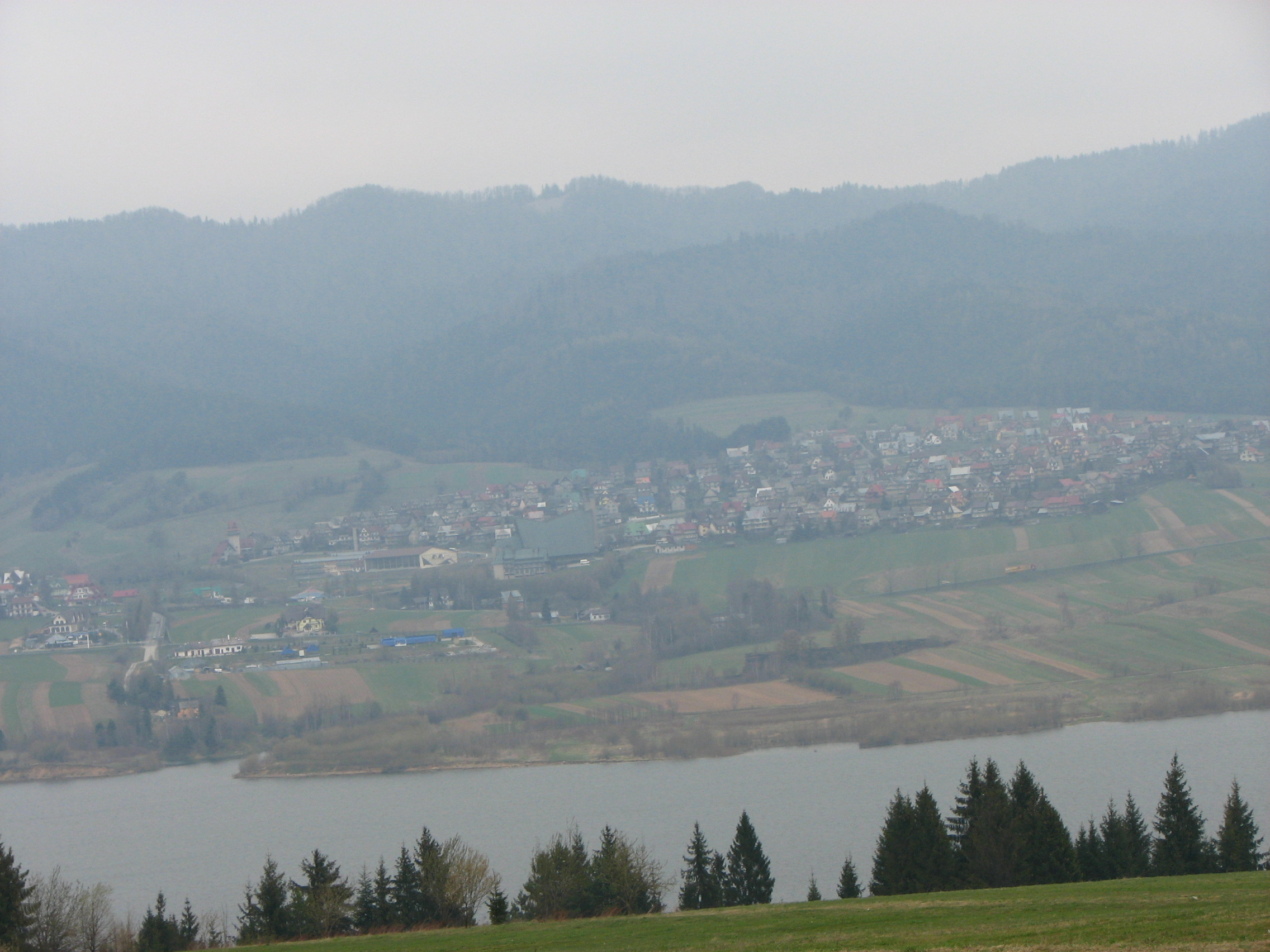
Blick von den Pieninen
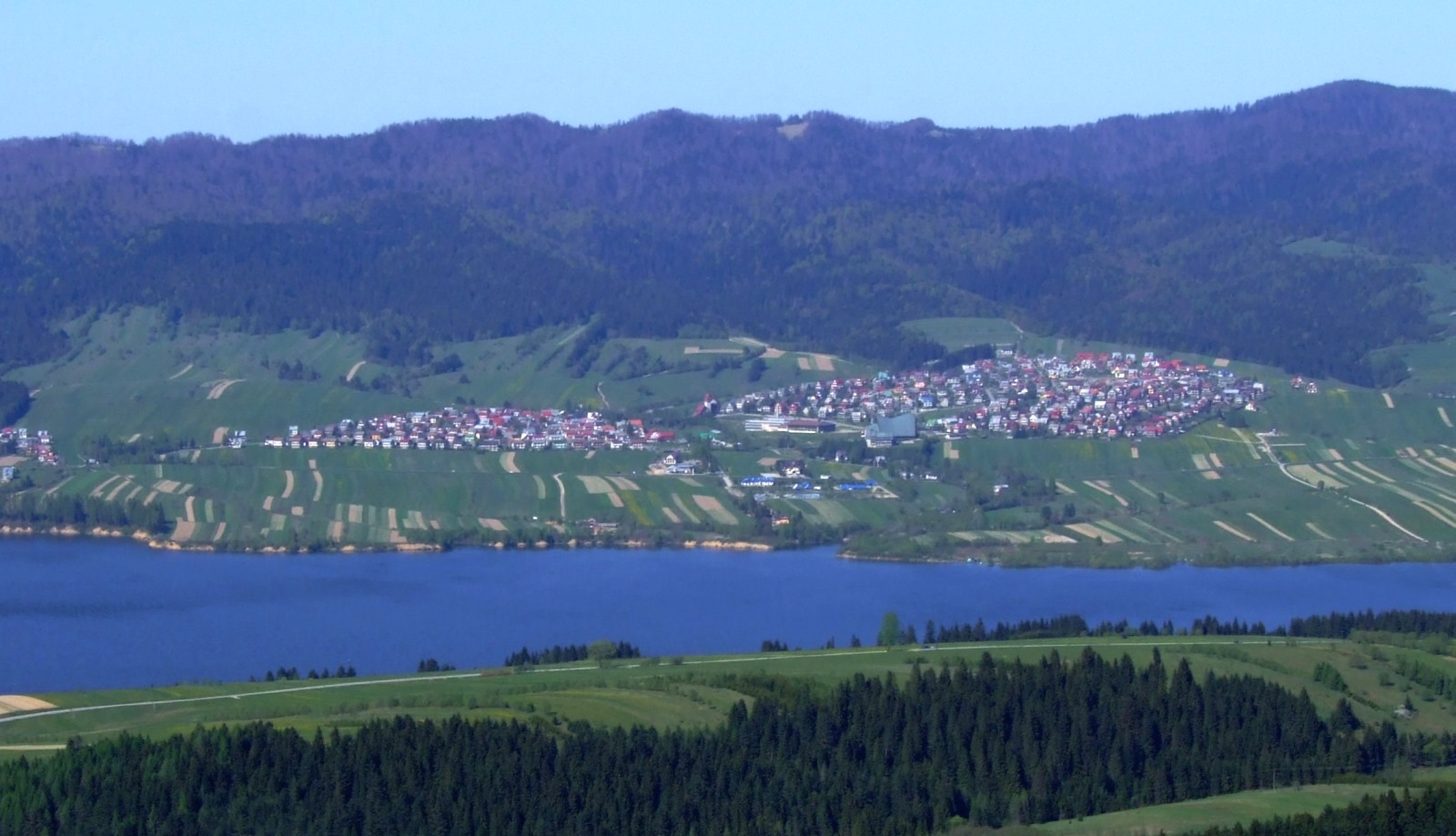
Blick von den Pieninen
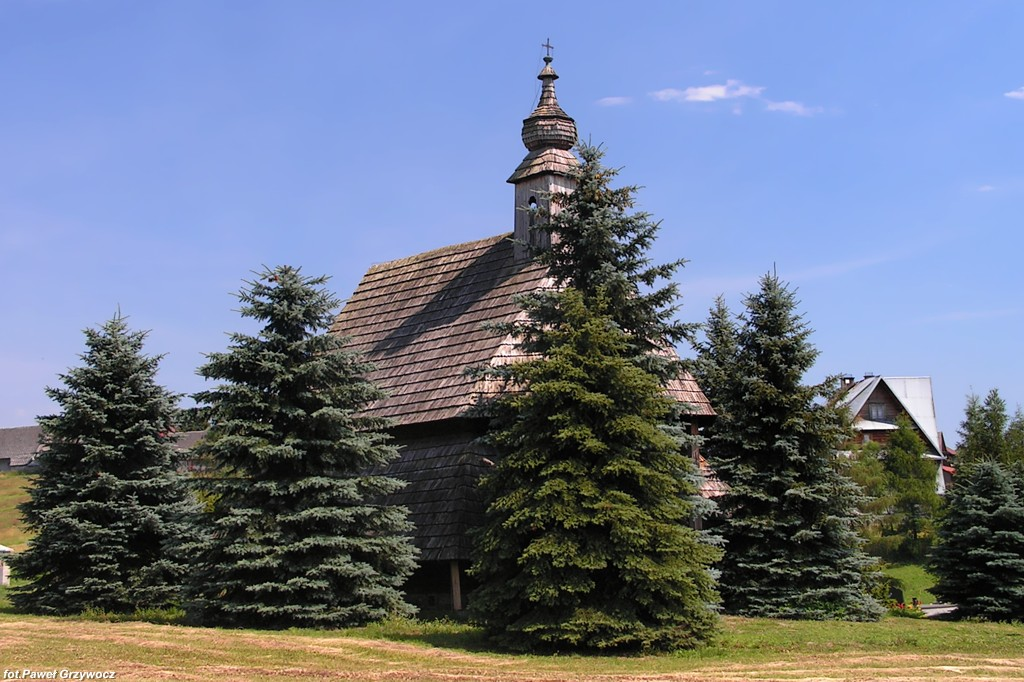
Holzkirche
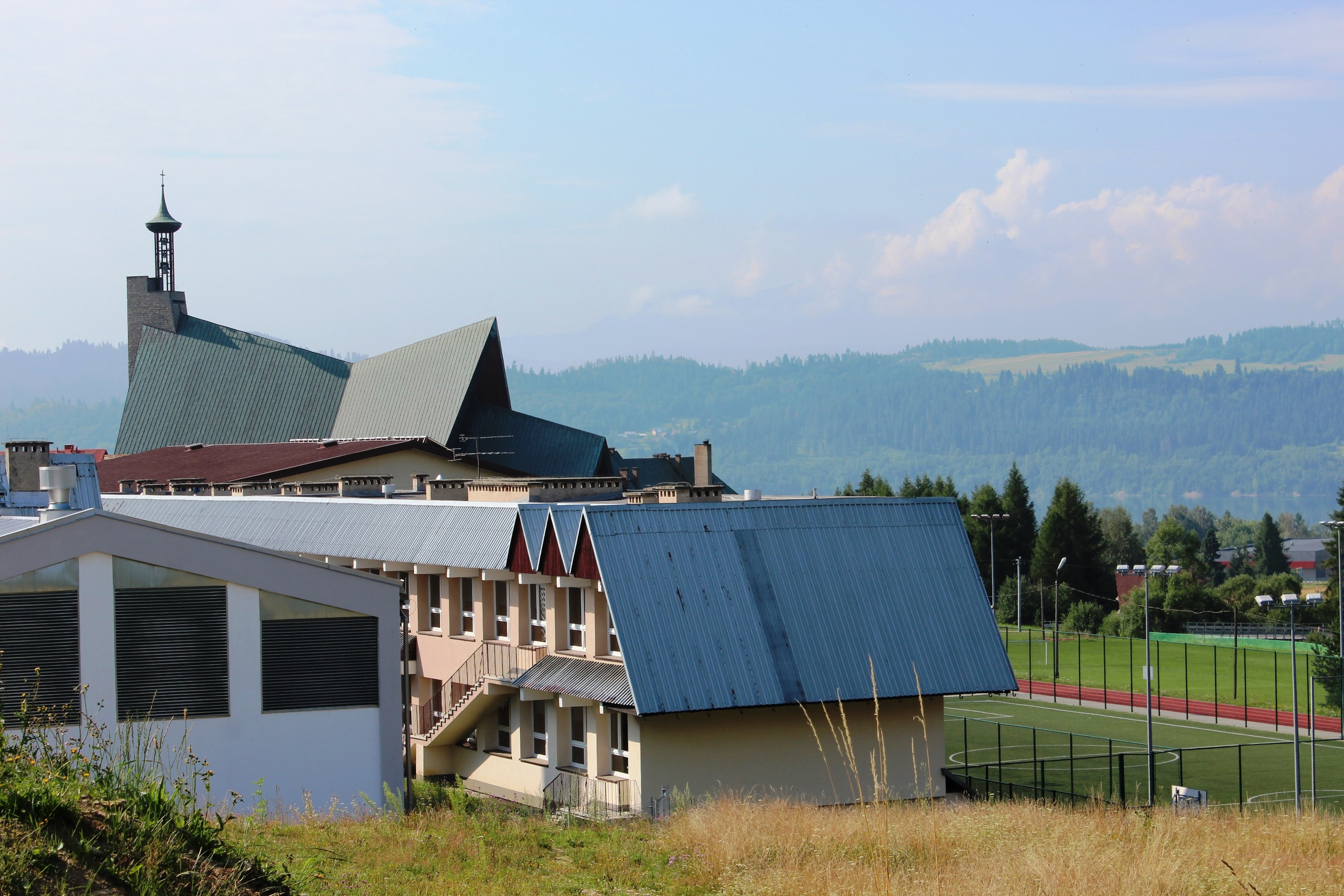
Moderne Kirche
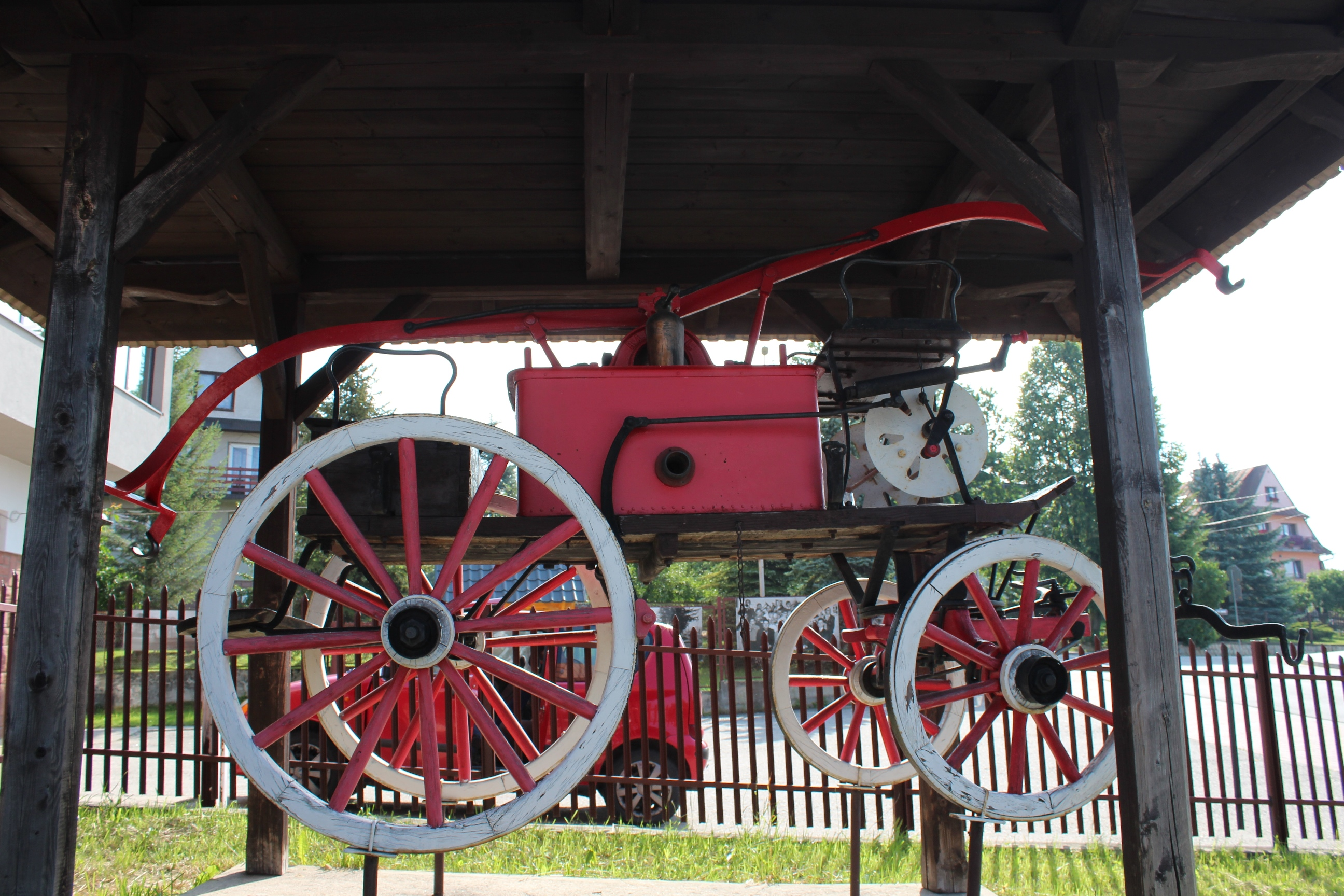
Alter Feuerwehrwagen